# Jan Fróg

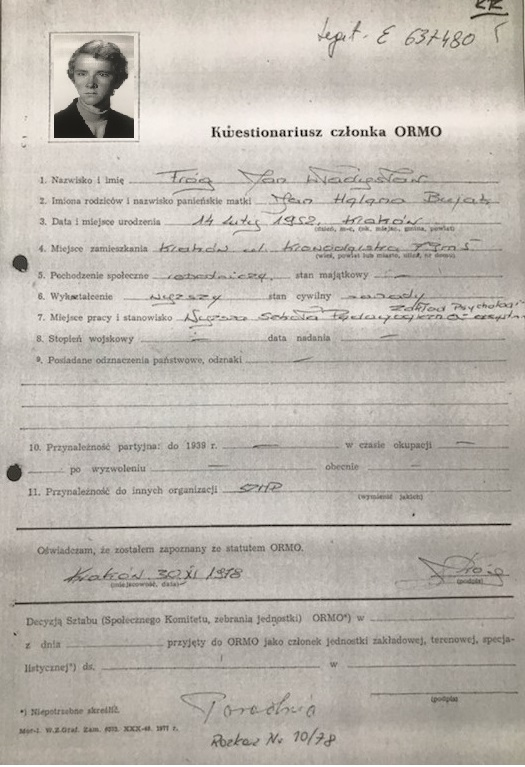
Jan Władysław Fróg – kwestionariusz członka ORMO (listopad 1978)

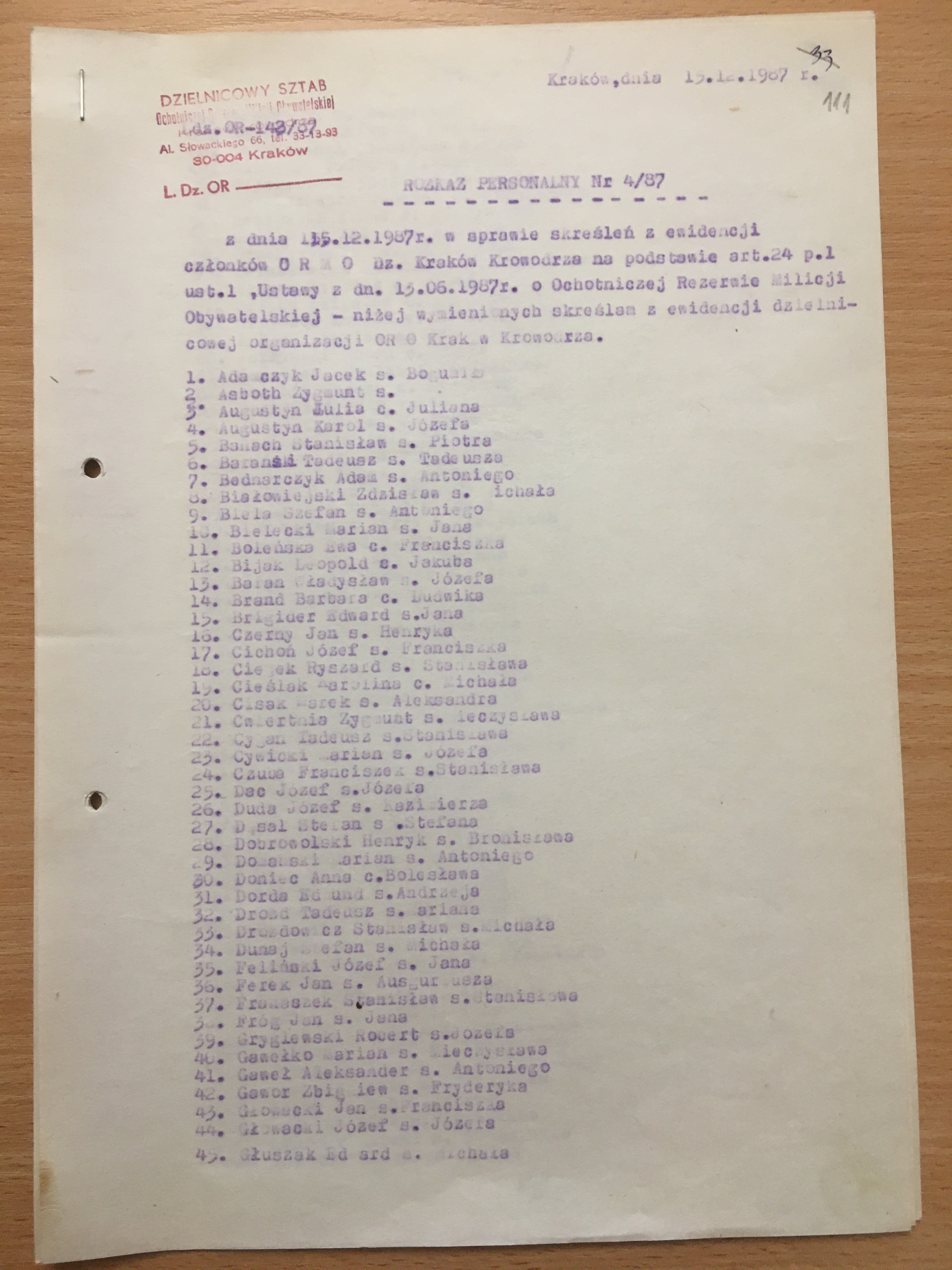
Jan Władysław Fróg – rozkaz o wykreśleniu z ORMO (grudzień 1987)

Jan Władysław Fróg (ur. 14 lutego 1952 w Krakowie) – działacz związkowy (NSZZ „Solidarność”), w PRL członek Ochotniczej Rezerwy Milicji Obywatelskiej (ORMO), pracownik Uniwersytetu im. Komisji Edukacji Narodowej w Krakowie (UKEN).

## Życiorys
Urodził się 14 lutego 1952 r. w Krakowie w rodzinie robotniczej. Uzyskał wykształcenie wyższe (magisterskie). Od 1973 r. pracuje na UKEN, gdzie jest wieloletnim przewodniczącym Niezależnego Samorządnego Związku Zawodowego „Solidarność”, do którego wstąpił w 1980 r.
Według Instytutu Pamięci Narodowej należał do ORMO w latach 1978–1979, choć skonfliktowany z nim Józef Brynkus utrzymuje (por. też zdjęcie rozkazu personalnego Nr 4/87), że Fróg pozostawał członkiem ORMO do 1987 r..

## Kontrowersje

### Sprawa odznaczeń
Mimo ormowskiej przeszłości Fróg odznaczony został (przez prezydenta Andrzeja Dudę) Krzyżem Kawalerskim Orderu Odrodzenia Polski (w 2018 r.) oraz Krzyżem Wolności i Solidarności (w 2019 r.). Wywołało to negatywny rezonans zarówno w mediach o orientacji prawicowej, jak i tych o orientacji przeciwnej. Jednak Adam Stefan Lewandowski z IPN stwierdził, że „struktury ORMO i ZOMO zgodnie z ustawą o IPN nie są organami bezpieczeństwa PRL”, „nie było więc formalnej podstawy prawnej do odrzucenia wniosku o odznaczenie byłego przewodniczącego tajnej Komisji Uczelnianej NSZZ Solidarność w Wyższej Szkole Pedagogicznej w Krakowie”. Z kolei działacze opozycyjni z dawnej Wyższej Szkoły Pedagogicznej w Krakowie (pierwsza nazwa UKEN), napisali w liście do gazety „Fakt”, że „kariera Fróga w podziemnej Solidarności była możliwa, bo o jego aktywności w ORMO mało kto wtedy wiedział”. Na zawartą w uzasadnieniu odznaczenia informację IPN, że w latach 80. Fróg „podejmował starania mające na celu przywrócenie do pracy na uczelni osób zwolnionych w związku z zaangażowaniem w działalność opozycyjną”, ci sami działacze stwierdzili, że w tamtym okresie nikogo z krakowskiej uczelni nie zwolniono.

### „Szara eminencja” („nadrektor”) UKEN i koneksje polityczne
Od 1 września 2020 r., gdy rektorem został Piotr Borek, Fróg uchodzi za „szarą eminencję/nadrektora” UKEN. Przypisywane mu jest m.in. wywieranie wpływu na trwający w UKEN od końca 2020 r. tzw. „proces restrukturyzacji”, którego rzeczywistym celem ma być pozbycie się z uczelni niewygodnych politycznie naukowców i pracowników administracji.
Niezwykle silna i nie mająca uzasadnienia w zajmowanym na uczelni stanowisku pozycja Fróga ma wynikać z jego powiązań z rządzącym praktycznie do końca 2023 r. Prawem i Sprawiedliwością, w szczególności zaś jego bliskiej znajomości z prominentnym politykiem tej partii Ryszardem Terleckim czy ówczesną małopolską kurator oświaty Barbarą Nowak. W okresie tym Fróg wielokrotnie udzielał wsparcia zarówno rektorowi Borkowi, jak i ówczesnej ekipie rządowej, krytykując przy tym – często w niewybredny sposób – ich przeciwników.
Część pracowników uczelni składało skargi na postępowanie Fróga do rektora Borka, ministerstwa i prokuratury. Organy te nie kwapiły się jednak do zajmowania się nimi, a niekiedy sprawy przyjmowały dość nieoczekiwany obrót. Dotyczy to np. prof. Andrzeja Madera, byłego kierownika Katedry Prawa Cywilnego i Gospodarczego. Kiedy Madera na początku lutego 2022 r. zwrócił się do rektora Borka z informacją, że niszczona jest jego reputacja naukowa przez Fróga, rektor nie skierował sprawy do uczelnianej komisji do spraw etyki, co więcej gdy Modera wystąpił z prywatnym aktem oskarżenia wobec Fróga, rektor zwolnił skarżącego z pracy. Inną osobą, która interweniowała w sprawie Fróga był kanclerz uczelni Krzysztof Wąsowicz, który na początku „restrukturyzacji” uznawany był za prawą rękę rektora Borka. W kwietniu złożył on wniosek o rozwiązanie umowy z Frógiem. Zarzucał o przewodniczącemu uczelnianej Solidarności m.in. mobbing, zastraszanie i szantażowanie rektora, stosowanie przemocy psychicznej i fizycznej wobec pracowników. Jego zdaniem „mgr Jan Fróg wpływa drogą nieformalną na decyzje rektora zarówno w sprawach indywidualnych, jak również rozwiązań systemowych stosując stalking”. Sprawa zakończyła się zwolnieniem kanclerza.

### Inne sprawy
Fróg i kierowana przez niego Solidarność są też w permanentnym konflikcie z innym związkiem zawodowym działającym na UKEN. Mowa tu o OZZ „Inicjatywa Pracownicza”, która została utworzona przez pracowników sprzeciwiających się zmianom wprowadzanym na uczelni przez rektora Borka. Właściwie od początku powstania komisji tego związku na UKEN, Fróg publikuje listy i odezwy skierowane do społeczności akademickiej, w których na różne sposoby stara się go ośmieszyć i zdezawuować.
W 2021 r. rozpoczął starania o odebranie, przyznanego w 2009 r., tytułu doktora honoris causa krakowskiej uczelni Adamowi Michnikowi.
Gdy w 2023 r. ówczesny Uniwersytet Pedagogiczny im. KEN starał się o zmianę nazwy, Fróg wystosował pismo do posłów i senatorów Prawa i Sprawiedliwości, w którym zwrócił się do nich z apelem o poparcie propozycji uczelni, tzn. nazwy „Uniwersytet Krakowski im. KEN”. Apel ten wystosował pomimo zdecydowanego sprzeciwu przeciwko takiemu rozwiązaniu wyrażonego przez rektora Uniwersytetu Jagiellońskiego, który poparty został przez krakowskich radnych, Konferencję Rektorów Akademickich Szkół Polskich, Konferencję Rektorów Uniwersytetów Polskich, a nawet wiceministra edukacji i nauki Włodzimierza Bernackiego z PiS.